# 茂坡宫皇庙
茂坡宫皇庙，位于中国广东省茂名市高州市石鼓镇，为高州市文物保护单位，类型为古建筑，公布时间为2005年。
茂坡宫皇庙的历史年代为民国。